# It's Good to Be the King Rap
Singles de Mel Brooks
Le Grand Frisson
(1978) To Be or Not to Be (The Hitler Rap)
(1983)
It's Good to Be the King Rap (connu également sous le titre It's Good to Be the King) est une chanson écrite par Mel Brooks et Pete Wingfield et interprétée par Mel Brooks, paru en single en 1981. Le titre de la chanson vient de la phrase fétiche du film La Folle Histoire du monde, dans lequel Brooks la dit à trois reprises.
Le single n'est pas classé au Billboard Hot 100 américain, mais eu un accueil limité dans les charts Dance et R&B, mais c'est en France que la chanson a eu un succès important, puisqu'il s'est vendu à plus de 400 000 exemplaires.
Le groupe de rap Alliance Ethnik a samplé la première partie pour son titre Respect.

## Liste des pistes

### 7" RCA PB 5894 (France)
1. It's Good To Be The King Rap (Part I) – 3:42[4]
2. It's Good To Be The King Rap (Part 2) – 5:04

### 12" WMOT Records 4W9 02761 (États-Unis)
1. It's Good To Be The King (Rap) – 7:13[5]
2. It's Good To Be The King (Instrumental) – 7:13

## Classements
| Classement (1982)               | Meilleure position |
| ------------------------------- | ------------------ |
| États-Unis (Billboard US Dance) | 67                 |
| États-Unis (Billboard US R&B)   | 69                 |
| France (SNEP)                   | 5                  |

| Classement (1982) | Meilleure position |
| ----------------- | ------------------ |
| France (SNEP)     | 36                 |